# Säby, Bäckaby socken
Säby är en herrgård i Bäckaby socken i Vetlanda kommun.
Säby köptes i början av 1700-talet av Jonas Petri Linnerius som lät samla större delen av sitt bibliotek på gården. Hans dotter Helena Maria Linneria gifte sig 1724 med David Ehrenstråle och efter giftermålet slog sig paret ned här. 1752 drabbades Säby av en brand som förstörde ena flygeln med Jonas Linnerius boksamlingar. 1783 förstördes även huvudbyggnaden i en brand. 1809 sålde släkten Ehrenstråle godset.